# Mùa thu trong rừng sồi
Mùa thu trong rừng sồi (tiếng Nga: Осень в дубовых лесах) là một truyện ngắn lãng mạn của nhà văn Yury Kazakov, ra đời năm 1961.